# Roy Williams (cestista)
Roy Edward Williams (Winnipeg, 8 luglio 1927 – West Vancouver, 14 settembre 2020) è stato un cestista canadese.

## Carriera
Ha disputato con il Canada i giochi olimpici del 1952, segnando 10 punti in 5 partite.